# Round Here (Memphis Bleek)
Round Here (in italiano: "Qua intorno") è il primo singolo del rapper statunitense Memphis Bleek estratto dall'album "M.A.D.E.". È stato prodotto da Just Blaze e vi hanno partecipato Trick Daddy e T.I..

## Informazioni
Memphis Bleek, Trick Daddy e T.I. sono anche gli stessi autori del testo della canzone, la quale trasmette il messaggio che non importa da dove si proviene, perché si è sempre nel ghetto e bisogna quindi lottare.
"Round Here" non è riuscita a classificarsi all'interno della Billboard Hot 100, raggiungendo solo la posizione n.53 all'interno della Hot R&B/Hip-Hop Songs.

## Remix
Un remix del singolo vede le partecipazioni di Big Kuntry King, B.G. e T.I. (Trick Daddy è escluso), mentre un altro, assai più esteso, è coi featuring di B.G., Bun B, Lil' Flip, 8 Ball, Young Buck, Gangsta Boo, Pastor Troy, Trick Daddy e T.I..

## Videoclip
Il videoclip include i cameo di Jay-Z, Just Blaze, Pitbull e Rick Ross e mostra Memphis Bleek, Trick Daddy e T.I. eseguire il brano appunto per le strade del ghetto. Memphis Bleek rappa la prima strofa, Trick Daddy la seconda e T.I. la terza.

## Posizioni in classifica
| Chart (2004)                          | Posizione massima |
| ------------------------------------- | ----------------- |
| Billboard Hot R&B/Hip-Hop Songs (USA) | 53                |